# 噪声性耳聋
噪声性耳聋是指人耳長時間暴露在高分貝的环境後出現的听力减退。患者可能出现聽覺過敏、耳痛或耳鸣等症状。 如果是過於嘈雜的工作環境造成的聽力衰退，则是职业性听力损失。 
高分貝的環境包括噪音、音乐、枪声或汽笛声。高分貝的聲音会过度刺激毛细胞，导致毛细胞永久性损伤或死亡。一旦他的毛細胞死亡，那他的听力就無法恢復原樣，因為這一過程不可逆。 
有很多辦法可以預防噪声性耳聋，例如聽歌時降低音量、避免長時間聽歌。 
据估计，有15%的年轻人因為長期聽歌、經常聽音乐会、參加體育活動等因素出現了噪聲性耳聾。 